# کالاها و خدمات
کالاها اقلامی هستند که معمولاً (نه همیشه) ملموس هستند، مانند لوازم التحریر یا میوه جات.خدمات فعالیت‌هایی هستند که توسط افراد دیگر مانند معلمان یا آرایشگران ارائه می‌شوند. به‌طور کلی، تولید، توزیع و مصرف کالاها و خدمات زیربنای همه فعالیت‌های اقتصادی و بازرگانی است. بر اساس دانش اقتصاد، فرض بر این است که مصرف کالاها و خدمات به منظور فراهم آوری مطلوبیت (رضایت) برای مصرف‌کننده یا کاربر نهایی انجام می‌شود، اگرچه بنگاه‌های اقتصادی نیز به منظور تولید کالاها و خدمات دیگر، کالاها و خدمات را مصرف می‌کنند.

## زنجیره کالا-خدمات

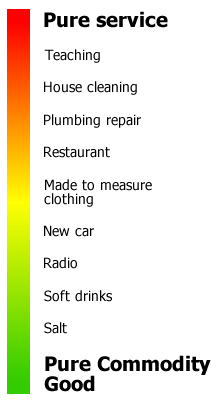
زنجیره خدمات-کالا

اکثر نظریه پردازان بازرگانی، زنجیره ای را با خدمات خالص در یک نقطه و کالاهای محسوس فیزیکی در نقطه دیگر در نظر می‌گیرند و محصولات را بین این دو حد قرار می‌دهند. به عنوان مثال، یک غذاخوری کالای فیزیکی (غذای آماده) ارائه می‌دهد، اما خدماتی را نیز در قالب محیط، چیدمان، نظافت، ارسال رایگان و غیره ارائه می‌دهد.